# Kemisk kastrering
Kemisk kastrering innebär att genom läkemedel sänka halten testosteron hos män eller djurhanar i syfte att minska könsdriften.  
I kriminalpolitisk debatt har förekommit förslag om att införa kemisk kastrering som särskild rättsverkan på brott vid bland annat våldtäkt. Sådan lagstiftning har till exempel genomdrivits i Sydkorea, Polen, och Ryssland.
Exempelvis sker medicinering med Buserelinacetat, en GnRH-agonist. Kemisk kastrering bör ej förväxlas med de sexuella biverkningarna som kan förekomma vid behandling med vissa andra läkemedel, även om effekterna kan likna varandra.